# Латаття
Лата́ття (Nymphaéa) — рід водяних рослин родини лататтєві (Nymphaeaceae).

## Опис
Латаття — багаторічна (рідко однорічна) трав'яниста рослина; його коріння «повзає» по дну водойм, а великі листки плавають на поверхні плеса. Підводне кореневище має товщину до 10 см. Листки на довгих черешках — до 20-13 см у діаметрі з плівчастими ланцетними прилистками. Живучи постійно у воді, латаття має постійно інтенсивно випаровувати воду, щоб розчини мінеральних солей, що їх засмоктує коріння, піднімалося до листя. І вода випаровується через численні продихи, якими всіяний горішній бік листя. Їх буває близько 11-12 мільйонів на одному листку. Нижній бік листка забарвлений у темно-фіолетовий колір. Завдяки темному забарвленню він краще прогрівається і випаровування через те посилюється. Чашечка чотирилиста. Пелюстки численні, звичайно трохи довші за чашолистки, білі. Поверхня плода вкрита рубцями. Плоди кулясті, яйцеподібні, еліпсоїдальні. Вони швидко згнивають у воді, насіння звільнюється від оболонки і спливає на поверхню води. Тут воно тривалий час плаває, мандрує водоймою на великі відстані, маючи особливе, наповнене повітрям напинало. Це насіння охоче поїдає риба і птиця.

## Поширення та середовище існування
Рід має космополітичне поширення у помірному й тропічному кліматі. Латаття за допомогою кореневищ кріпляться в багні річок, ставків, озер та інших водойм.
В Україні росте 2 види: латаття біле (Nymphaea alba), поширене в Поліссі й Лісостепу й латаття сніжно-біле (Nymphaea candida), поширене майже на всій території крім Криму.

## У культурі
У всіх народів з глибокої давнини збереглися перекази і легенди, пов'язані з лататтям.

### В Єгипті
Поява квіток лотоса радувала стародавніх єгиптян, і з давніх часів збереглася прислів'я: «Багато лотосів на воді, велика буде родючість». У Стародавньому Єгипті лотос шанували як священну квітку. Він був присвячений богині родючості Ізиді і богу сонця Озірісу. Останній зображувався на листі лотоса, а бог світла Хорус — сидить на квітці лотоса.
Цим був виражений зв'язок нільської «лілії», і нашого латаття, з сонцем: квітка її також розкривається вранці і опускається у воду ввечері.
Символ Стародавнього Єгипту, його герб — п'ять квіток лотоса. Скіпетр — знак влади фараона — робився у вигляді квітки лотоса на довгому стеблі. Квітка і бутон лотоса були вибиті на єгипетських монетах. Колони єгипетських палаців і храмів теж прикрашали зображенням лотоса: підстави колон — листя лотоса, а вгорі — зв'язка стебел з квітками і бутонами.

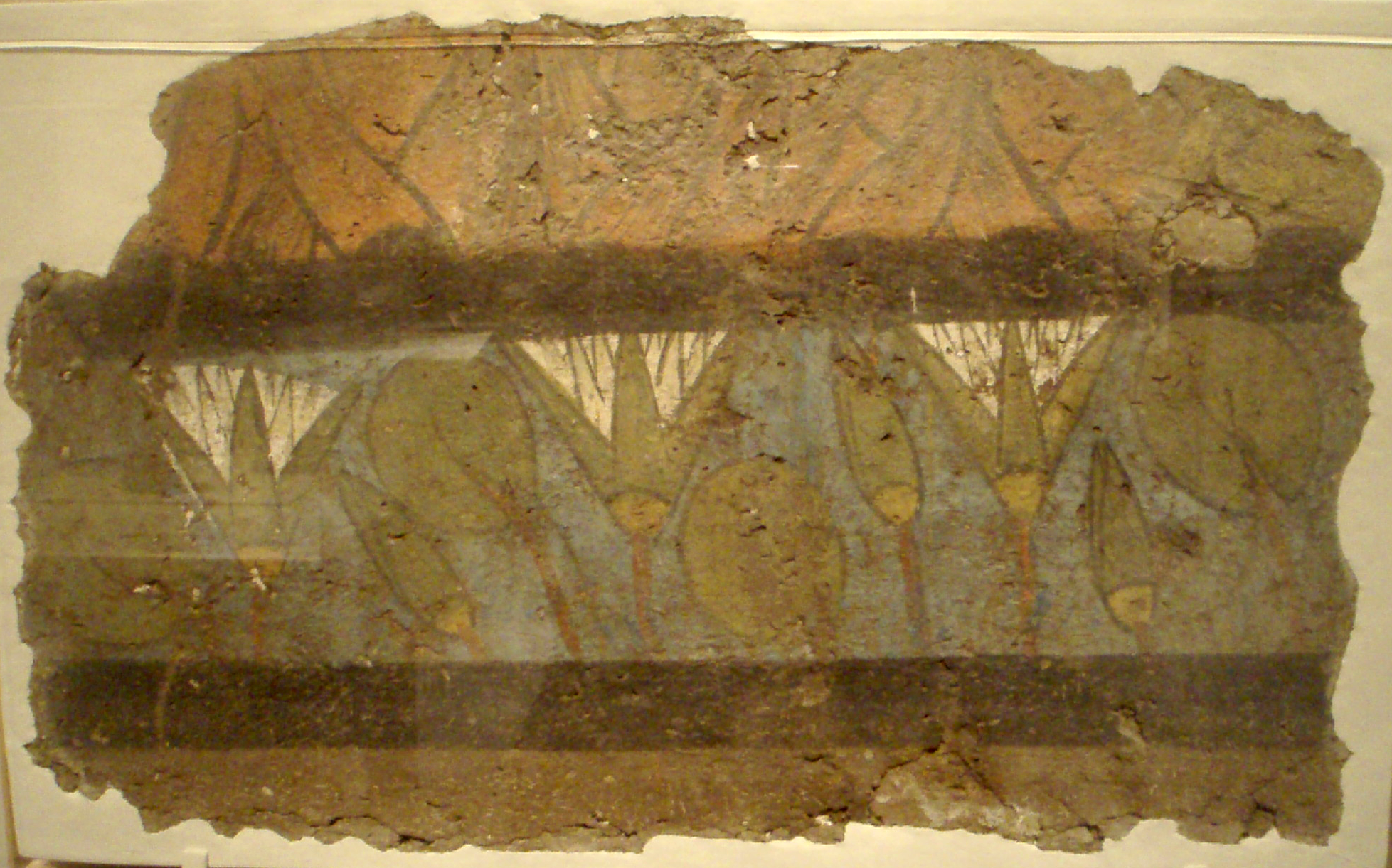
Білий лотос в декорі. Фриз на палаці в Амарні (1352—1336 до н. е.).

П'ять з половиною тисяч років тому єгиптяни малювали лотоси на гробницях. Лотос в ієрогліфах (єгипетських письменах) означав радість і задоволення.
Жінки квітками лотоса прикрашали волосся і, йдучи в гості, тримали в руках букет. Гірляндами з квіток лотоса прибирали будинки, храми, гробниці з муміями.
Але єгиптяни не тільки милувалися квіткою лотоса і вдихали його аромат, вони вживали в їжу його насіння і кореневища. Перший вчений ботанік, званий батьком ботаніки, Феофраст, що жив у Давній Греції 2300 років тому і багато подорожував, писав про це:
| «Головки лотоса єгиптяни складають у купи, де вони піддаються гниттю, поки не руйнуватимуться їх зовнішні оболонки, після чого насіння промивають в річці, сушать і товчуть, а з отриманої борошна печуть хліб». |
Про це писав і давньогрецький історик Геродот>: 
| «Коли річка виступає з берегів і заливає рівнину, на воді виростають у великій кількості лілії, звані у єгиптян «лотосом». Вони зрізають їх, сушать на сонці, потім розбивають макоподібне насіння лотоса, що добуваються з середини лотоса, і готують тісто, яке печуть на вогні. Корінь цього лотоса також їстівний і має досить приємний солодкуватий смак, він круглий і величиною з яблуко» |

### Стародавня Греція
У Стародавній Греції квітка латаття була символом краси і красномовства, а також були поширені розповіді про людей, що харчуються лотосом, — «лотофагів». Така розповідь приведена поетом Давньої Греції Гомером в «Одіссеї»:
Дев'ять носила нас днів роздратована буря по темних
Багатими рибами хвилях; на десятий до землі лотофагів, Їжею квітковою себе насичуючих, вітер примчав нас.
Вийшовши на тверду землю і свіжою водою запасшись, Нашвидко легкий обід ми у швидких суден заснували.
Свій задовольняивши голод питвом і їдою, обрав я
Двох розторопних самих товаришів наших (був третій
З ними глашатай) і покуштувати послав їх, до яких ми досягли
Людей, куштуючих хліб на землі, багатої дарами.
Мирних вони лотофагів знайшли там; і посланим нашим
Зла лотофаги не зробили; їх з доброзичливою ласкою
Зустрівши, їм лотоса дали скуштувати вони, але як тільки
Солодкомедв'яного лотоса кожен покуштував, миттєво
Все забув і, втративши бажання назад повернутись, Раптом захотів осторонь лотофагів залишитися, щоб смачний
Лотос збирати, назавжди відмовившись від своєї вітчизни.
Силою їх, плачущих, до наших суден притягнувши, наказав я
Міцно їх там прив'язати до корабельних лавок; іншим же
Вірним товаришам дав наказ, анітрохи не зволікаючи, Всім на проворні сісти кораблі, щоб з них нікотрий, Лотосом солодким спокушений, від повернення додому не зрікся.
Все на судна зібралися і, сівши на лавках біля весел, Разом могутніми веслами спінили темні води.
З Стародавньої Греції дійшли до нас перекази про гарних водяних дівчат, називаємих німфами.
Там чином, Латаття сніжно-біле на латині називається «німфея кандіда» (Nymphaea candida), що в перекладі означає «німфа біла». Латинська назва латаття жовтого — «нюфар лютеум» (Nuphar luteum). «Нюфар» походить від арабського слова, яке теж означає «німфа»; «лютеум» — жовта. Вікторію амазонську (Victoria amazonica) Річард Шомбург {близько 1837 р.} назвав «німфея вікторія», на честь англійської королеви.

### В Північній Америці
Північноамериканські Індіанці створили гарне сказання: латаття утворилося з іскор, які впали з Полярної і «Вечірньої» зірок у той час, коли вони зіткнулись, сперечались між собою через володіння стрілою, яку у хвилину смерті пустив в небо великий індіанський вождь.

### В Європі
В середньовіччя в Європі створювалися казки про ельфів — маленьких лісових чоловічків, що катаються, як на корабликах, в чашолистки латаття. У Голландії, Німеччині, Швейцарії було створено багато казок і легенд про чарівних ельфів, що живуть у квітках лілій.
В Італії поширена легенда про красуню Мелінду, яку викрав болотяний цар-страховисько і одружився з нею. Від того шлюбу і народилося латаття біле, пелюстки якого нагадують колір обличчя Мелінди, а тичинки — золоті коси красуні. Щороку красуня Мелінда вкриває трясовину квітами, нагадуючи своїй матері, що вона жива, вічно юна і царює над болотами.
Латаття називали «лебединою квіткою». Фризи вірили, що ті, у кого зображені сім квіток латаття на гербі замку, щиті або прапорі, ставали непереможними.

### У слов'ян
Слов'яни називали водяну лілію одолінь-травою і приписували їй чарівну силу. Часто шматочки її кореневища зашивали в ладанку й носили на грудях як талісман проти злих сил, недуг, потвор і розбійників, що підстерігали подорожанина на путі. Іншою назвою була русалчина квітка, бо на ніч вона ховається під воду, а кореневище схоже на дивовижну істоту.
В «Травневій ночі» Гоголя з'являлися русалки з вінками з латаття на голові. У слов'янських народів латаття здавна вважалося «русалчиною квіткою». Гарна біла квітка з плямистим, як зміїний або риб'ячий хвіст, кореневищем була перетворена народною фантазією в русалку — прекрасну дівчину з риб'ячим хвостом.
Своєрідно використовували латаття наші предки. Насіння її вживалися ченцями і відлюдниками як засіб, що заспокоює нерви, від судом і запаморочення, співаками — для посилення і зміцнення голосу. Для поліпшення апетиту сушене кореневище латаття підвішували над ліжком хворого. Відваром квіток латаття лікували зубний біль.
За старих часів рекомендувалося рвати квіти латаття з ласкавими словами, заткнувши вуха. У жодному разі не дозволялося зрізати їх, так як при цьому нібито стебло латаття спливає кров'ю, а той, хто це зробить, буде бачити важкі, кошмарні сни. З кореневищем латаття в руках пастухи обходили поле, щоб при випасанні оберегти худобу від пропажі.
Існує народна прикмета, якщо квітки латаття пірнули під воду вдень — бути негоді.

## Практичне використання

### У декоруванні

Сад латаття у місті Убон Ратчатані.

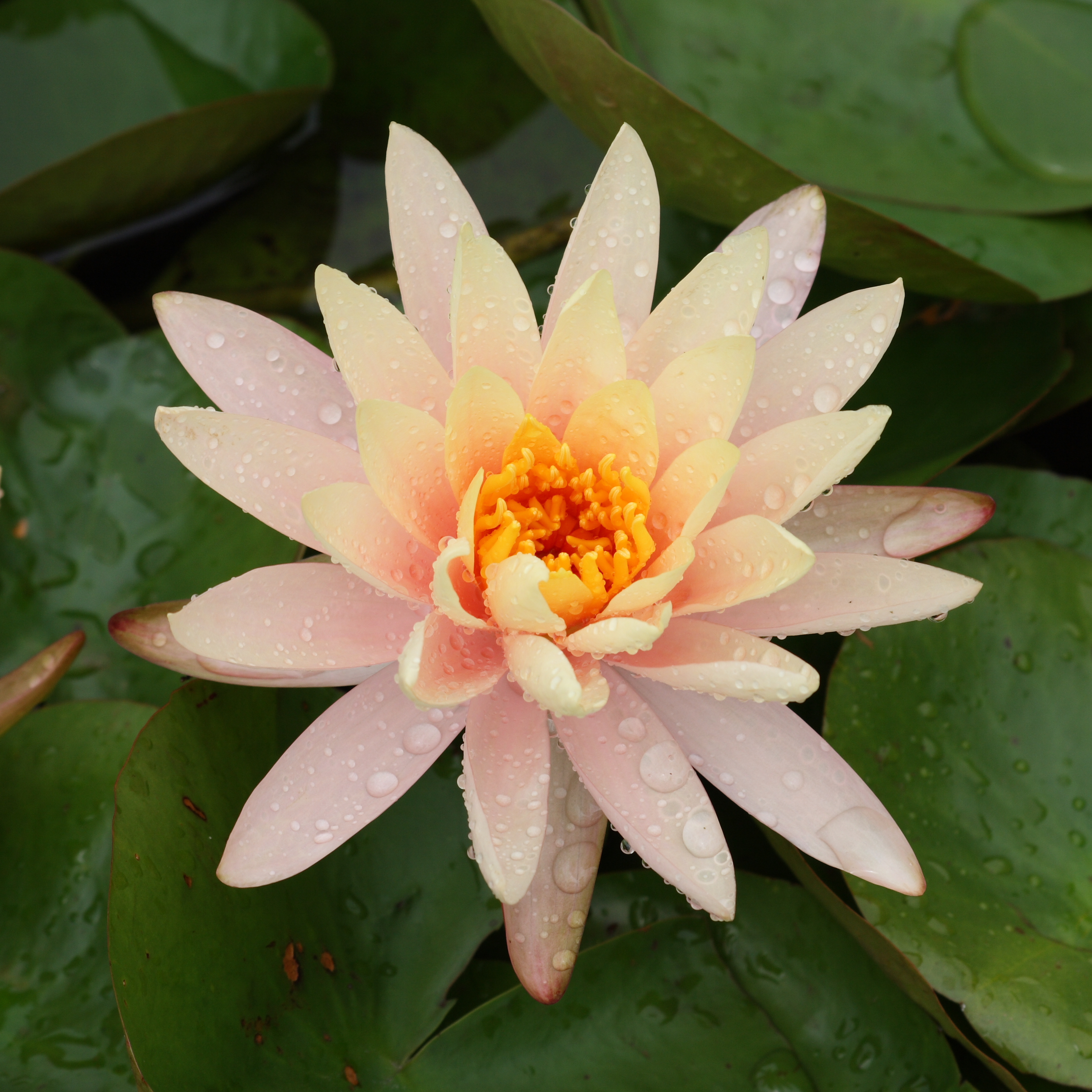
Латаття сорту 'Peach Glow'.

Латаття популярна декоративна квітка у водоймах Південної та Південно-східної Азії. У деяких містах (Убон Ратчатані) створюють цілі сади з різних видів латаття.

### У харчуванні
Насіння і міцні кореневища цього роду у вареному вигляді їстівні. Насіння у сухому стані містить до 47 % крохмалю. Підсушені кореневища містить до 20 % крохмалю, 5-6 % глюкози, багато дубильних кислот.
Археологи знаходять насіння білого латаття в будівлях на палях, що існували 50-70 тис. років тому. Його насіння та коріння їдять вареними. Сирі містять алкалоїд німфеїн. Насіння лотосу в Азії їдять сирим, вилущуючи його прямо з плоду.
Деякі народи Європи, Азії, Африки та Північної Америки й нині застосовують борошно з висушених коренів латаття як домішку до зернового під час випікання хліба та для одержання крохмалю. Надлишок дубильних речовин знешкоджується простим вимочуванням порізаних на шматочки кореневищ у чистій воді. Висушене та засмажене насіння йде на крупу і борошно. За смаком нагадує смажені плоди їстівних каштанів.
Заготовляють кореневища пізно восени або напровесні. Їх вилучають з води, очищають від мулу, решток листкових черешків, а також від грубої поверхневої шкірки. Вилущене крихке кореневище перемелюють або товчуть у ступі. Якщо борошно гіркувате, його заливають водою і деякий час перемішують. За 3-4 години воду обережно зливають. До відмитої маси додають третину зернового борошна й готують тісто для коржиків, млинців, оладок, галушок тощо.
В Україні з латаття готують страву «лемішку». Дві склянки борошна з кореневища смажать на сухій сковороді до золотавого кольору. Додають три чверті склянки підсоленого окропу і розмішують до густоти в'язкого тіста. Добре вимішане тісто розкачують, додають 100 г шкварок і старанно розмішують. Потім викладають на змащену жиром форму і запікають у духовці на слабкому вогні, доки не утвориться ніжна золота кірка.

## Цікаві факти
Вивчаючи будову квітки водяної лілії, відомий німецький поет та вчений Гете створив теорію походження квіток у рослин. Він довів, що всі частини квітки, пелюстки, тичинки, маточки — це видозмінене листя. У цієї квітки помітний поступовий перехід від зелених чашолистків до білих пелюсток, а потім до тичинок.

## Види латаття
1. Nymphaea abhayana
2. Nymphaea alba — латаття біле
3. Nymphaea alexii
4. Nymphaea amazonum
5. Nymphaea ampla
6. Nymphaea atrans
7. Nymphaea belophylla
8. Nymphaea candida — латаття сніжно-біле
9. Nymphaea carpentariae
10. Nymphaea conardii
11. Nymphaea dimorpha
12. Nymphaea divaricata
13. Nymphaea elegans
14. Nymphaea elleniae
15. Nymphaea gardneriana
16. Nymphaea georginae
17. Nymphaea gigantea
18. Nymphaea glandulifera
19. Nymphaea gracilis
20. Nymphaea guineensis
21. Nymphaea hastifolia
22. Nymphaea heudelotii
23. Nymphaea immutabilis
24. Nymphaea jacobsii
25. Nymphaea jamesoniana
26. Nymphaea kimberleyensis
27. Nymphaea lasiophylla
28. Nymphaea leibergii
29. Nymphaea lingulata
30. Nymphaea loriana
31. Nymphaea lotus — єгипетський лотос
32. Nymphaea lukei
33. Nymphaea macrosperma
34. Nymphaea maculata
35. Nymphaea malabarica
36. Nymphaea manipurensis
37. Nymphaea mexicana
38. Nymphaea micrantha
39. Nymphaea noelae
40. Nymphaea nouchali
41. Nymphaea novogranatensis
42. Nymphaea odorata
43. Nymphaea ondinea
44. Nymphaea oxypetala
45. Nymphaea potamophila
46. Nymphaea prolifera
47. Nymphaea pubescens
48. Nymphaea pulchella
49. Nymphaea rubra
50. Nymphaea rudgeana
51. Nymphaea siamensis
52. Nymphaea stuhlmannii
53. Nymphaea sulphurea
54. Nymphaea tenuinervia
55. Nymphaea tetragona
56. Nymphaea thermarum
57. Nymphaea vanildae
58. Nymphaea vaporalis
59. Nymphaea violacea